# Буало, Арт
Артур Буало (фр. Arthur Boileau; род. 9 октября 1957, Эдмонтон) — канадский легкоатлет, специалист по бегу на длинные дистанции и марафону. Наибольших успехов как спортсмен добился в 1980-х годах, когда дважды выигрывал Лос-Анджелесский марафон, финишировал вторым на Бостонском марафоне, дважды участвовал в летних Олимпийских играх.

## Биография
Арт Буало родился 9 октября 1957 года в Эдмонтоне, провинция Альберта.
Известен по выступлениям в марафонах с середины 1970-х годов, уже в это время регулярно принимал участие в различных шоссейных забегах в США.
В 1979 году отметился выступлением на чемпионате мира по кроссу в Лимерике.
В 1980 году с результатом 2:13:38 финишировал шестым на Юджинском марафоне, занял 28-е место на Гонолульском марафоне (2:29:51).
В 1981 году, помимо прочего, был девятым на Монреальском марафоне (2:14:29) и десятым на Фукуокском марафоне (2:13:31).
В 1982 году пробежал марафоны в Сан-Франциско (2:17:56), Нью-Йорке (2:17:37) и Фукуоке (2:14:00).
В 1983 году одержал победу на Манитобском марафоне (2:16:21), бежал марафон в рамках чемпионата мира в Хельсинки — с результатом 2:11:30 занял здесь 11-е место.
Благодаря череде удачных выступлений удостоился права защищать честь страны на летних Олимпийских играх 1984 года в Лос-Анджелесе — в программе марафона показал результат 2:22:43, расположившись в итоговом протоколе соревнований на 44-й строке.
В 1985 году финишировал вторым на Монреальском международном марафоне (2:13:37).
В 1986 году с личным рекордом 2:11:15 стал вторым на Бостонском марафоне и с результатом 2:12:58 занял пятое место на Играх Содружества в Эдинбурге.
В 1987 году выиграл Лос-Анджелесский марафон (2:13:08), выступил на кроссовом чемпионате мира в Варшаве, занял 19-е место на Нью-Йоркском марафоне (2:16:05).
В 1988 году финишировал на 16-й позиции на Лондонском марафоне (2:13:44), принимал участие в Олимпийских играх в Сеуле, где пробежал марафонскую дистанцию за 2:18:20 и занял итоговое 28-е место.
В 1989 году добавил в послужной список ещё одну победу на Лос-Анджелесском марафоне (2:13:01), стал 13-м в Нью-Йорке (2:14:48).
В 1990 году был пятым на Лос-Анджелесском марафоне (2:14:36), восемнадцатым на Бостонском марафоне (2:16:26) и семнадцатым на Чикагском марафоне (2:18:45).
В 1991 году с результатом 2:14:25 финишировал шестым на Марафоне озера Бива, занял 19-е место на марафоне в Фукуоке (2:16:59).
В 1992 году сошёл с дистанции на Лос-Анджелесском марафоне, занял 25-е место на Лондонском марафоне (2:15:31), одержал победу на Манитобском марафоне (2:25:46), был девятым на Торонтском марафоне (2:23:27). Также поучаствовал в чемпионате мира по кроссу в Бостоне.
В 1993 году занял 17-е место на Питтсбургском марафоне (2:26:17), бежал марафон в рамках чемпионата мира в Штутгарте, где с результатом 2:27:30 оказался на 26-й позиции.
Впоследствии значительно сократил соревновательную практику, но время от времени участвовал в шоссейных забегах на протяжении 1990-х и 2000-х годов.